# Voyeurismus

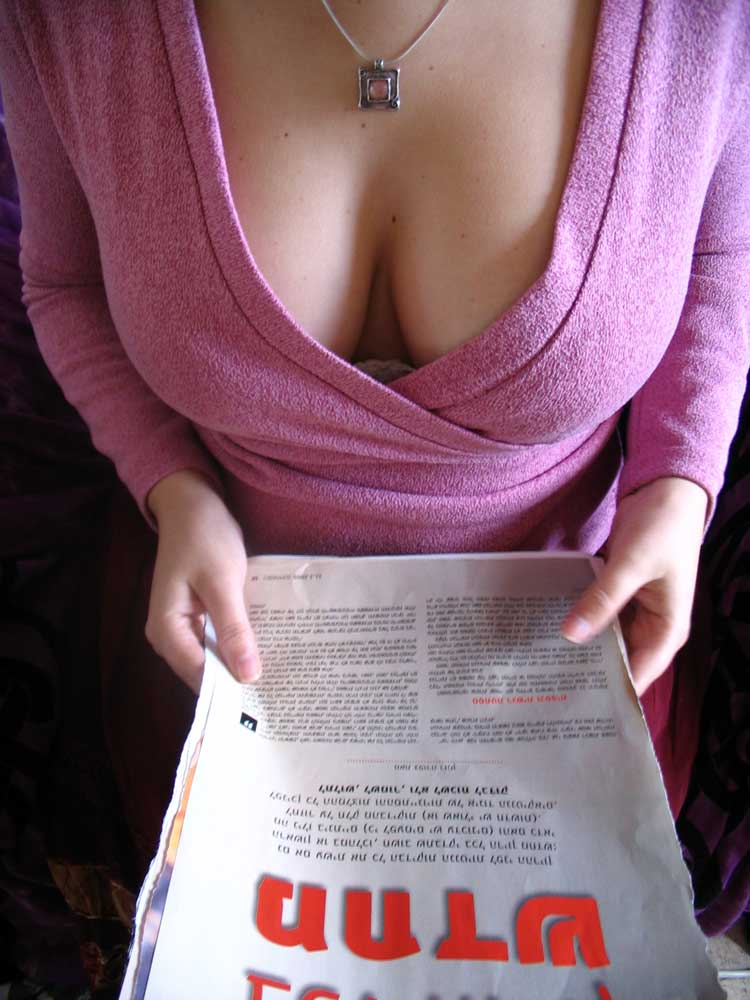
Koukání do výstřihu je jedním z druhů voyeurismu.

Voyerismus (též skoptofilie) patří mezi sexuální úchylky. Vzrušení je dosahováno sledováním intimního počínání nic netušících anonymních objektů (svlékajících se žen, souložících párů, koukáním pod sukně, do výstřihů). Voyeur je tedy člověk, který rád šmíruje. Deviací se tato úchylka stává tehdy, kdy je preferovanou aktivitou k dosahování vzrušení, tedy když je upřednostňována i před normálním způsobem uspokojení a před partnerskými sexuálními aktivitami.
V České republice se mimo jiné tématem voyerismu zabývá projekt Parafilik realizovaný v rámci Laboratoře evoluční sexuologie a psychopatologie Národního ústavu duševního zdraví. V rámci svých služeb nabízí bezplatnou anonymní pomoc formou krizové intervence, dlouhodobé terapie a online poradny. Hlavními cíli nabízené pomoci je podpora kontroly vlastní sexuality a zlepšení duševní pohody podle hesla projektu „Nemůžete za své pocity, můžete za své činy.“